# Gustav Larsson

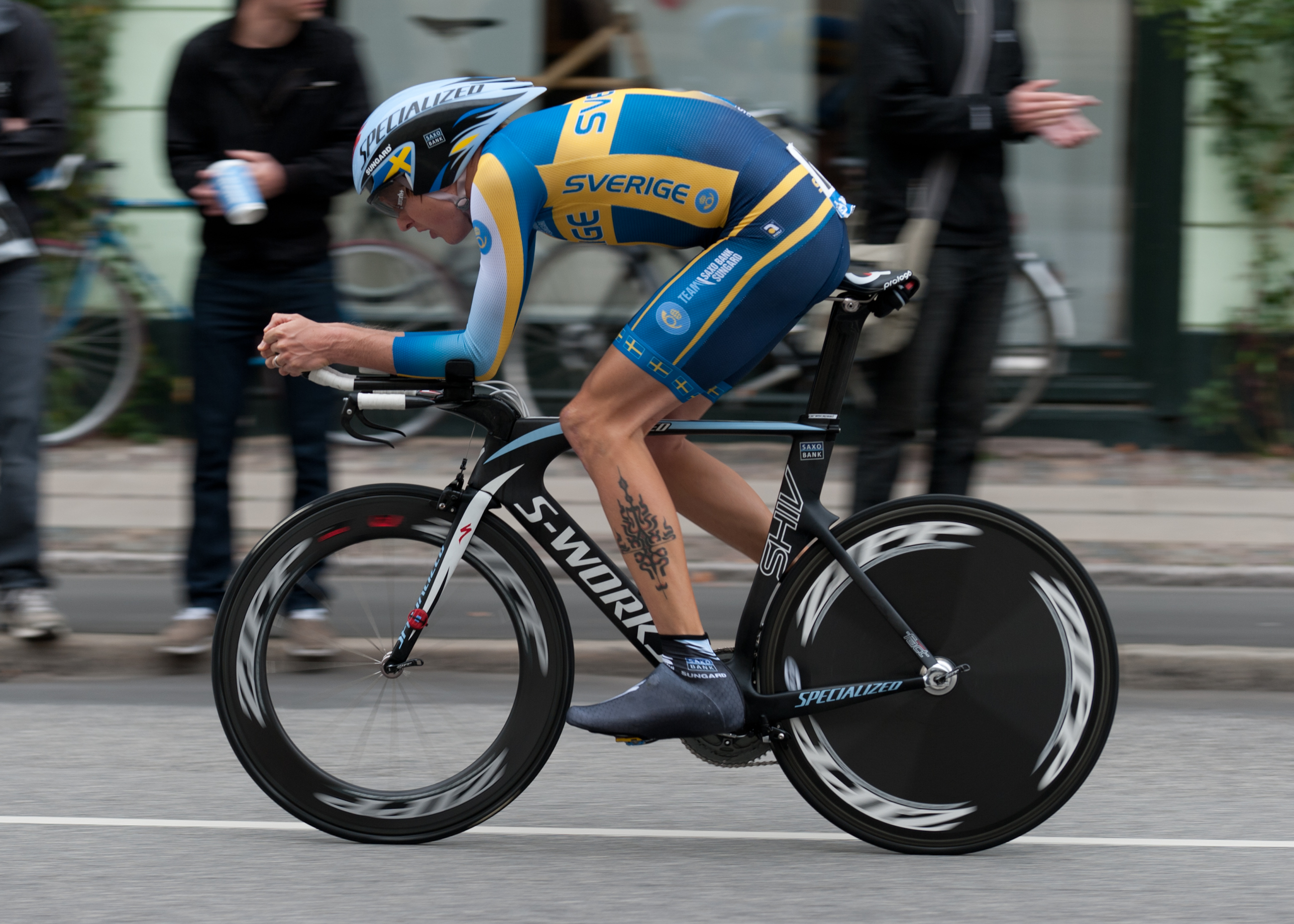
Gustav Larsson under VM 2011 i Köpenhamn.

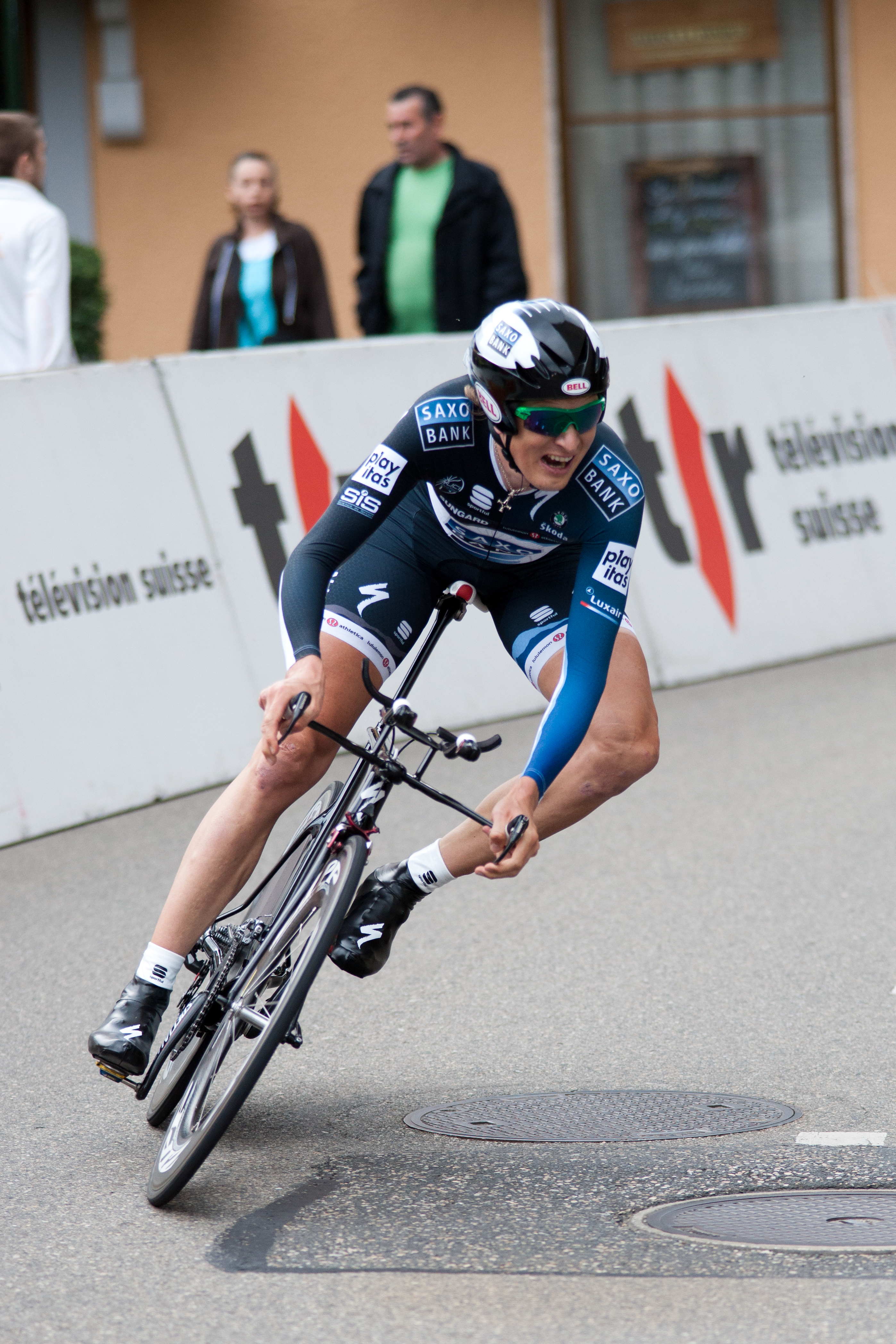
Gustav Larsson under 2010 års Romandiet runt.

Gustav Erik Larsson, född 20 september 1980 i Gemla i Öja församling, Småland, är en svensk professionell cyklist. Han är framförallt en tempospecialist och hans största framgång hittills är en silvermedalj i tempoloppet i OS i Peking 2008. Han tog också hem silvermedaljen i Världsmästerskapens tempolopp 2009.

## Karriär
Säsongen 2012 cyklade Gustav Larsson internationellt för Vacansoleil-DCM Pro Cycling Team. 2011 cyklade han för Team Saxo Bank-Sungard som innan säsongen 2009 hette Team CSC-Saxo Bank, och i Sverige för Skoghalls CK Hammarö.
Larsson började tävlingscykla i 14-årsåldern och han blev professionell 2003 då han med den svenska cyklisten Tommy Prims hjälp fick kontrakt med det italienska stallet Fassa Bortolo. Egentligen var meningen att Larsson skulle bli professionell för Fassa Bortolo i maj 2003 men debuten kom snabbare än väntat när en av lagets cyklister, Denis Zanette, dog efter ett tandläkarbesök; anledningen var ett medfött hjärtfel.
När Fassa Bortolo lade ner sin verksamhet valde Larsson att tävla för det franska stallet Française des Jeux under ett år innan han fortsatte till det svensk-belgiska stallet Unibet.com Cycling Team, som fick ett wild-card till UCI ProTour. Men säsongen 2007 hade knappt startat innan laget fick problem med Amaury Sport Organisation (ASO) som arrangerar de stora franska loppen, till exempel Paris-Nice och Tour de France. Problemen fortsatte också utanför Frankrike och Unibet.com Cycling Team blev inte inbjudna till flera stora tävlingar. Därför bestämde man tidigt under säsongen 2007 för att lägga ner stallet inför säsongen 2008 då det återigen blev dags att leta efter ett nytt cykelstall för Larsson. Den nya arbetsgivaren för säsongen 2008 blev det danska UCI ProTour-stallet Team CSC där han blev lagkamrat med svensken Marcus Ljungqvist.
I slutet av juni 2007 vann Larsson de svenska mästerskapen i tempolopp. Segern kom en dag efter att hans sambo Veronica Andréasson kolliderat med en bil och fått svåra huvudskador. Han vann också de svenska mästerskapen i tempolopp 2006.
Gustav Larsson slutade trea sammanlagt i Eneco Tour of Benelux 2007. På den sista etappen slutade han också trea sex sekunder efter etappens vinnare Sébastien Rosseler.

### 2008
I Tour of California, med sitt nya stall Team CSC, slutade Larsson femma sammanlagt i tävlingen. Han började tävlingen bra genom att sluta sexa på prologen. Han blev också fyra på tävlingens individuella tempolopp. Larsson slutade sexa i Tirreno-Adriatico i mars. Senare samma månad körde han också in på tredje bästa tid under det avslutande tempoloppet i Critérium International. Med anledning av tredjeplatsen slutade han tvåa i tävlingen efter tysken Jens Voigt. I augusti 2008 tog Larsson en av sina finaste vinster i karriären när han vann tempoloppet på etapp 5 av Danmark Runt med sex sekunder före britten Steven Cummings. Segern var den första i karriären i proffssammanhang.
Larsson deltog i Olympiska sommarspelen 2008 i Peking, Kina, där han vann OS-silver i tempolopp den 13 augusti. Schweizaren Fabian Cancellara vann med 33 sekunder. Den 29 augusti slutade Larsson tvåa på prologen av Tyskland runt, en tiondel skiljde honom från segraren Brett Lancaster efter den inledande prologen. På tävlingens sista etapp, ett tempolopp, slutade Larsson trea efter Tony Martin och Bert Grabsch.
Efter säsongen kom ryktet att svensken skulle cykla för Caisse d'Epargne under 2009, men efter en lång period utan ytterligare besked blev det i november 2008 klart att svensken skulle fortsätta tävla för Saxo Bank - IT Factory under tre år.

### 2009
Larsson slutade trea på etapp 6, ett tempolopp, på Tour of California bakom Levi Leipheimer och David Zabriskie. Det blev även två femteplatser på prologen och etapp 3 av Tour de Luxembourg under 2009. På Tour de France 2009 slutade svensken fyra på etapp 18 bakom Alberto Contador, Fabian Cancellara och Michail Ignatjev. Larsson kraschade tidigt under etapploppet och hade svårt att hänga med favoriterna efter det, varför han slutade på 50:e plats i tävlingen. I augusti vann han etapp 3 av Tour du Poitou Charentes et de la Vienne. Dagen därpå blev det klart att Larsson hade vunnit hela tävlingen framför Brett Lancaster och David Lelay. Larsson slutade tvåa på etapp 5, ett tempolopp, på Tour of Missouri bakom David Zabriskie. Han blev även tvåa totalt i Tour of Missouri efter just David Zabriskie.
Under världsmästerskapens tempolopp 2009 i Mendrisio slutade Gustav Larsson på andra plats, återigen bakom tempospecialisten Cancellara.

### 2010
I slutet av maj tog Larsson sin största seger hittills i karriären, då han vann den avslutande tempoetappen i Giro d'Italia.

### 2011
2011 blev Larsson svensk mästare i tempoloppet på Sollerön.

### 2012
Larsson bröt 2012 års Tour de France efter att cyklat ett fåtal etapper.

### 2013
Inför 2013 års säsong bytte Larsson stall till det nybildade laget IAM Cycling. Hans största framgång under året var segern i svenska mästerskapens tempolopp.

### 2015
I mars försökte Larsson att slå timrekordet, men misslyckades att slå Rohan Dennis världsrekord. I juni blev han svensk mästare i tempo för sjunde gången.

### 2016
I juni kom han på tredje plats i svenska mästerskapet i tempo.

## Meriter
2001
Vinnare av etapp 4b Grand Prix Guillaume Tell
2:a i individuellt tempolopp vid Svenska mästerskapen i landsvägscykling
2002
Vinnare  totalt av Okolo Slovenska
Vinnare av ungdomstävlingen
Vinnare av etapp 5 (ITT)
Vinnare av etapp 4 i Brandenburg Rundfahrt
2:a i individuellt tempolopp vid Svenska mästerskapen i landsvägscykling
2:a totalt i Grand Prix Guillaume Tell
Vinnare av etapp 5a
3:a totalt i Ringerike GP
Vinnare av etapp 1
4:a i individuellt tempolopp för U23 vid Europamästerskapen i landsvägscykling
2004
4:a  i individuellt tempolopp vid Världsmästerskapen i landsvägscykling
2006
Vinnare av  individuellt tempolopp vid Svenska mästerskapen i landsvägscykling
2007
Svenska mästerskapen i landsvägscykling
Vinnare av  individuellt tempolopp
3:a i linjelopp
3:a totalt i Eneco Tour
3:a i Duo Normand (med Víctor Hugo Peña)
5:a totalt i Tour Down Under
6:a i Chrono des Nations
7:a totalt i Tour de Luxembourg
8:a totalt i Deutschland Tour
2008
2:a i  individuellt tempolopp vid Olympiska spelen
2:a i individuellt tempolopp vid Svenska mästerskapen i landsvägscykling
2:a totalt i Critérium International
4:a totalt i Danmark Rundt
Vinnare av etapp 5 (ITT)
5:a i individuellt tempolopp vid Världsmästerskapen i landsvägscykling
5:a totalt i Tour of California
5:a totalt i Sachsen Tour
6:a totalt i Tirreno–Adriatico
2009
Vinnare totalt av Tour du Poitou Charentes et de la Vienne
Vinnare av etapp 3 (ITT)
2:a  i individuellt tempolopp vid Världsmästerskapen i landsvägscykling
2:a totalt i Tour of Missouri
7:a totalt i Tour de Luxembourg
10:a i Japan Cup
2010
Svenska mästerskapen i landsvägscykling
Vinnare av  individuellt tempolopp
2:a i linjelopp
Vinnare  totalt av Tour du Limousin
Vinnare av etapp 2 (ITT)
Vinnare av etapp 21 (ITT) i Giro d'Italia
Vinnare av etapp 1 (ITT) i Vuelta a la Comunidad de Madrid
4:a i Chrono des Nations
7:a totalt i Vuelta a Andalucía
10:a i individuellt tempolopp vid Världsmästerskapen i landsvägscykling
2011
Vinnare av  individuellt tempolopp vid Svenska mästerskapen i landsvägscykling
2:a i Chrono des Nations
2012
Vinnare av  individuellt tempolopp vid Svenska mästerskapen i landsvägscykling
Vinnare av etapp 1 (ITT) i Paris–Nice
8:a i Chrono des Nations
2013
Vinnare av  individuellt tempolopp vid Svenska mästerskapen i landsvägscykling
2:a i Chrono des Nations
5:a totalt i Tour du Poitou-Charentes
8:a totalt i Tour Méditerranéen
9:a i individuellt tempolopp vid Världsmästerskapen i landsvägscykling
2014
4:a totalt i Tour of Norway
2015
Vinnare av  individuellt tempolopp vid Svenska mästerskapen i landsvägscykling
9:a totalt i Bayern Rundfahrt
9:a totalt i Tour of Norway
2016
3:a i individuellt tempolopp vid Svenska mästerskapen i landsvägscykling

## Privatliv
Larsson bor i Monaco med sin sambo, proffscyklisten Veronica Andréasson.

## Stall
- Team Crescent 2001–2002
- Fassa Bortolo 2003–2005
- Française des Jeux 2006
- Unibet.com Cycling Team 2007
- Team CSC/Team Saxo Bank 2008–2011
- Vacansoleil-DCM Pro Cycling Team 2012
- IAM Cycling 2013–2014
- Cult Energy Pro Cycling 2015–